# کلونگال
کلونگال (به انگلیسی: Clonegal) یک منطقهٔ مسکونی در ایرلند است که در شهرستان کارلو واقع شده‌است. کلونگال ۱۹۳ نفر جمعیت دارد و ۸۳ متر بالاتر از سطح دریا واقع شده‌است.